# Vergobbio
Vergobbio (Vergöbi in dialetto varesotto) è una frazione di Cuveglio, in provincia di Varese, di circa 300 abitanti, completamente fusa col centro urbano di cui costituisce la metà occidentale, e situata al centro della Valcuvia.

## Storia
Infeudata nel medioevo alla Famiglia Cotta, registrato agli atti del 1751 come un borgo di 281 abitanti, nel 1786 Vergobbio entrò per un quinquennio a far parte della Provincia di Varese austriaca, per poi cambiare continuamente i riferimenti amministrativi nel 1791, nel 1798 e nel 1799. Alla proclamazione del Regno d'Italia napoleonico nel 1805 risultava avere 384 abitanti. Nel 1809 il municipio annesse Cuveglio, Arcumeggia, Duno e Cassano, ma nel 1812 fu a sua volta soppresso in forza di un regio decreto di Napoleone che lo annesse a Cuvio. Il Comune di Vergobbio fu poi ripristinato con il ritorno degli austriaci. L'abitato crebbe poi lentamente, nel 1853 vi erano 413 abitanti e 475 nel 1871. Il processo si arrestò però alla fine del XIX secolo a causa della mancata industrializzazione della montagna. Nel 1921 erano censiti 489 abitanti. Con R.D. 12 gennaio 1928, n. 63 il comune fu soppresso assieme a Cavona, Cuveglio in Valle e Duno e aggregati a Cuvio. Nel 1954 Duno riottene la propria autonomia amministrativa mentre due anni dopo Cavona, Cuveglio in Valle e Vergobbio furono staccati da Cuvio ed eretti in comune con la denominazione di Cuveglio (D.P.R. 5 ottobre 1956, n. 1256).

## Monumenti e luoghi d'interesse
Chiesa di San Rocco (XVIII secolo).

## Infrastrutture e trasporti
Posta lungo la strada statale 394 del Verbano Orientale, fra il 1914 e il 1949 Vergobbio era servita da una fermata della tranvia della Valcuvia, che transitava lungo tale arteria stradale.